# Taça Inconfidência
A Taça Inconfidência é um torneio de futebol profissional de Minas Gerais, que foi disputado pela primeira vez em 2020, entre os clubes que ficam entre o quinto e oitavo lugar na primeira fase do Campeonato Mineiro.

## Campeões
- Uberlândia: 2020[3][4]
- Pouso Alegre: 2021[5][6]
- Democrata GV: 2022[7][8]
- Tombense: 2023[9][10]
- Athletic: 2024[11]
- Athletic: 2025[12]